# Artonini
Artonini es una tribu de insectos lepidópteros de la familia Zygaenidae. El género tipo es: Artona Walker, 1854

## Géneros
- Allobremeria – Alloprocris – Amuria – Arachotia – Artona – Australartona – Bremeria – Chrysartona – Clelea – Fuscartona – Hestiochora – Homophylotis – Hysteroscene – Inope – Morionia – Myrtartona – Onceropyga – Palmartona – Platyzygaena – Pollanisus – Pseudoamuria – Pseudoinope – Pseudosesidia – Striartona – Tasema – Thibetana – Thyrassia – Turneriprocris